# Marie-Claude Nichols
Pour les articles homonymes, voir Nichols.
Marie-Claude Nichols, née 5 décembre 1973 à Terrebonne, est une avocate et femme politique québécoise.
Elle est élue députée de la circonscription de Vaudreuil à l'Assemblée nationale du Québec lors de l'élection générale québécoise de 2014 sous la bannière du Parti libéral du Québec. 
Le 23 avril 2014, elle est nommée adjointe parlementaire de David Heurtel, ministre du Développement durable, de l’Environnement et de la Lutte aux changements climatiques. Elle occupe ce poste jusqu'en octobre 2018. Elle est réélue députée en 2018 et 2022. Elle siège comme indépendante entre octobre 2022 et juin 2025.

## Biographie

### Études et carrière professionnelle
Marie-Claude Nichols obtient un baccalauréat en droit de l’Université du Québec à Montréal en 2004 et est admise au Barreau du Québec en 2006. Elle pratique en droit criminel et pénal, puis en droit familial et civil. 

### Carrière politique
En 2009, elle est élue mairesse de la ville de Notre-Dame-de-l'Île-Perrot. Elle occupe ce poste jusqu'à son élection en tant que députée de Vaudreuil, le 7 avril 2014. Elle est également préfète de la municipalité régionale de comté de Vaudreuil-Soulanges de 2013 à 2014. 
Elle est réélue comme députée libérale de Vaudreuil lors des élections générales du 1er octobre 2018, malgré une défaite historique de son parti. Cependant sa majorité diminue considérablement passant de 20 512 à 2 765 voix.
Elle est de nouveau réélue en 2022 mais sa majorité n'est plus que de 576 voix.
Le 27 octobre 2022, elle est exclue du caucus libéral à la suite de désaccords avec la cheffe Dominique Anglade sur son rôle dans le cabinet fantôme, elle siège alors comme indépendante. Une tentative de réintégrer le caucus libéral le 14 novembre de la même année après une entente avec le nouveau chef intérimaire, Marc Tanguay, échoue en raison de la menace du député libéral Frantz Benjamin de quitter le caucus de son parti en raison d'un litige sur un rôle dans le cabinet fantôme.
Elle réintègre le caucus libéral le 19 juin 2025 à la suite de l'élection de Pablo Rodriguez comme chef du parti.

## Résultats électoraux
|                                                                                               | Nom                             | Parti                    | Nombre de voix | %      | Maj. |
| --------------------------------------------------------------------------------------------- | ------------------------------- | ------------------------ | -------------- | ------ | ---- |
|                                                                                               | Marie-Claude Nichols (sortante) | Libéral                  | 13 608         | 34,2 % | 576  |
|                                                                                               | Eve Bélec                       | Coalition avenir         | 13 032         | 32,8 % | -    |
|                                                                                               | Eve Théoret                     | Conservateur             | 4 619          | 11,6 % | -    |
|                                                                                               | Cynthia Bilodeau                | Québec solidaire         | 3 671          | 9,2 %  | -    |
|                                                                                               | Christopher Massé               | Parti québécois          | 3 061          | 7,7 %  | -    |
|                                                                                               | David Hamelin-Schuilenburg      | Parti canadien du Québec | 726            | 1,8 %  | -    |
|                                                                                               | Kelley Boileau                  | Vert                     | 496            | 1,2 %  | -    |
|                                                                                               | Jaspal Singh Ahluwalia          | Bloc Montréal            | 477            | 1,2 %  | -    |
|                                                                                               | Paul Lynes                      | Démocratie directe       | 75             | 0,2 %  | -    |
| Total                                                                                         | Total                           | Total                    | 39 765         | 100 %  |      |
| Le taux de participation lors de l'élection était de 65,2 % et 415 bulletins ont été rejetés. |                                 |                          |                |        |      |

|                                                                                               | Nom                             | Parti               | Nombre de voix | %      | Maj.  |
| --------------------------------------------------------------------------------------------- | ------------------------------- | ------------------- | -------------- | ------ | ----- |
|                                                                                               | Marie-Claude Nichols (sortante) | Libéral             | 15 143         | 39,9 % | 2 765 |
|                                                                                               | Claude Bourbonnais              | Coalition avenir    | 12 378         | 32,6 % | -     |
|                                                                                               | Philip Lapalme                  | Parti québécois     | 3 813          | 10,1 % | -     |
|                                                                                               | Igor Erchov                     | Québec solidaire    | 3 811          | 10 %   | -     |
|                                                                                               | Jason Mossa                     | Vert                | 1 026          | 2,7 %  | -     |
|                                                                                               | Ryan Robertson                  | Conservateur        | 644            | 1,7 %  | -     |
|                                                                                               | Ryan Young                      | NPD Québec          | 568            | 1,5 %  | -     |
|                                                                                               | Daniel Pilon                    | Citoyens au pouvoir | 343            | 0,9 %  | -     |
|                                                                                               | Camille Piché-Jetté             | Bloc pot            | 206            | 0,5 %  | -     |
| Total                                                                                         | Total                           | Total               | 37 932         | 100 %  |       |
| Le taux de participation lors de l'élection était de 65,7 % et 508 bulletins ont été rejetés. |                                 |                     |                |        |       |

|                                                                                             | Nom                  | Parti              | Nombre de voix | %      | Maj.   |
| ------------------------------------------------------------------------------------------- | -------------------- | ------------------ | -------------- | ------ | ------ |
|                                                                                             | Marie-Claude Nichols | Libéral            | 27 750         | 61,2 % | 20 512 |
|                                                                                             | Marcos Archambault   | Parti québécois    | 7 238          | 16 %   | -      |
|                                                                                             | Luc Tison            | Coalition avenir   | 7 084          | 15,6 % | -      |
|                                                                                             | David Fortin Côté    | Québec solidaire   | 2 101          | 4,6 %  | -      |
|                                                                                             | Thomas Radcliffe     | Vert               | 584            | 1,3 %  | -      |
|                                                                                             | Michel Paul          | Conservateur       | 196            | 0,4 %  | -      |
|                                                                                             | Julien Leclerc       | Parti équitable    | 190            | 0,4 %  | -      |
|                                                                                             | Jean-Gabriel Cauchon | Option nationale   | 115            | 0,3 %  | -      |
|                                                                                             | Léon Dupré           | Mon pays le Québec | 90             | 0,2 %  | -      |
| Total                                                                                       | Total                | Total              | 45 348         | 100 %  |        |
| Le taux de participation lors de l'élection était de 78 % et 528 bulletins ont été rejetés. |                      |                    |                |        |        |